# Simpsonichthys antenori
Simpsonichthys antenori är en fiskart som först beskrevs av Tulipano, 1973.  Simpsonichthys antenori ingår i släktet Simpsonichthys och familjen Rivulidae. Inga underarter finns listade i Catalogue of Life.